# ATP Challenger Rio Quente
Das ATP Challenger Rio Quente (offizieller Name: Rio Quente Resorts Tennis Classic) war ein Tennisturnier in Rio Quente, Brasilien, das 2012 und 2013 ausgetragen wurde. Es war Teil der ATP Challenger Tour und wurde im Freien auf Hartplatz ausgetragen.

## Liste der Sieger

### Einzel
| Jahr | Sieger           | Finalgegner     | Ergebnis      |
| ---- | ---------------- | --------------- | ------------- |
| 2013 | Rajeev Ram       | André Ghem      | 4:6, 6:4, 6:3 |
| 2012 | Guilherme Clezar | Paul Capdeville | 7:64, 6:3     |

### Doppel
| Jahr | Sieger                             | Finalgegner                     | Ergebnis |
| ---- | ---------------------------------- | ------------------------------- | -------- |
| 2013 | Fabiano de Paula Marcelo Demoliner | Ricardo Hocevar Leonardo Kirche | 6:3, 6:4 |
| 2012 | Guido Andreozzi Marcel Felder      | Thiago Alves Augusto Laranja    | 6:3, 6:3 |